# Urban Terror
Urban Terror, häufig abgekürzt als UrT, ist ein kostenloser Mehrspieler-Ego-Shooter von Frozen Sand (ehemals Silicon Ice Development). Ursprünglich als Mod von id Softwares Quake III Arena entwickelt, veröffentlichte Frozen Sand Urban Terror im April 2007 als Stand-Alone-Computerspiel. Das Spiel selbst ist kostenlos (Freeware), aber Frozen Sand hält die Rechte an den selbst entwickelten Komponenten.
Urban Terror erhielt 2007 eine Nominierung für den Mod of the Year Award von der Modder-Website „Mod DB“. Es wurde in der e-Sport-Liga ClanBase gespielt und die Gemeinschaft unterhält eigene Ligen und veranstaltet regelmäßig Turniere. Des Weiteren wird das Spiel nach wie vor in der Urban Zone gespielt, eine Liga exklusiv für Urban Terror.

## Geschichte
Im Jahr 1998 war Urban Terror ein Mappack (Sammlung verschiedener Szenerien) für Quake III Arena. Das internationale Entwicklerteam (zu diesem Zeitpunkt noch Silicon Ice Development) bildete sich im Frühjahr 2000. Die erste offizielle Version (Beta 1) wurde während der Quakecon im August 2000 vorgestellt. Das Entwicklungsteam hatte in den folgenden Jahren eine Größe von ca. 20–30 Mitgliedern und arbeitete an der nächsten Version des Spiels (Beta 2). Die Beta 2 wurde im Juni 2001 veröffentlicht. Die Veröffentlichung der kommenden Version (Beta 3), verzögerte sich hauptsächlich dadurch, dass viele der an der Beta 2 Version beteiligten Entwickler nun in vollem Umfang für Firmen der Computerspiele-Industrie tätig waren. Die Beta 3 wurde auf der QuakeCon 2003 der Öffentlichkeit präsentiert.
Mit der Verfügbarkeit der Quake-Engine „id Tech 3“ erschien Version 4 (auf die Bezeichnung Beta verzichtete man) von Urban Terror im Frühjahr 2007. Diese Version bot unter anderem grafische Neuerungen, neue Maps und einige Bugfixes. Im Dezember 2007 erschien Version 4.1, Version 4.1.1 wurde im Januar 2011 veröffentlicht.
Urban Terror 4.2 ist am 3. August 2012 erschienen und enthält erstmals ein Passport-System, macht also eine Registrierung der Spieler für einige Server und Ligen notwendig. Im Oktober 2016 wurde Urban Terror 4.3 veröffentlicht, welches die letzte auf der Quake-Engine basierende Version ist.
Momentan wird an der Entwicklung von Urban Terror  5 : Resurgence gearbeitet, einer komplett überarbeiteten Version des Spiels basierend auf der Unreal Engine 5, neuen Charakteranimationen, Waffen und Maps.

## Spielmechanik
Urban Terror erweitert die Spielmechanik von Quake III Arena um die Komponenten Ausdauer (Erschöpfung) und Treffsicherheit. Diese hängen mit der Gesundheit der Spielfigur in Urban Terror eng zusammen. Sinkt die Gesundheit, zum Beispiel durch einen Treffer oder Sturz, nimmt auch die maximale Ausdauer ab. Bei einem schwerwiegenden Treffer oder Sturz wird die Bewegungsgeschwindigkeit der Spielfigur eingeschränkt. Darüber hinaus kann die Spielfigur auch bluten, wodurch in regelmäßigen Abständen die Gesundheit weiter sinkt und das Zielen erschwert wird. Die Spielfigur verfügt jedoch über die Möglichkeit, sich zu verbinden und so die Bewegungsfähigkeit wiederherzustellen oder den weiteren regelmäßigen Verlust von Lebensenergie (Gesundheit) zu vermeiden. Zudem können sich die Spieler eines Teams gegenseitig verarzten, wobei ein normaler Spieler dem Verwundeten durch Verbinden wieder zu 50 % seiner ursprünglichen Lebensenergie verhelfen kann.
Die Spielfigur ist, solange sie nicht akut verletzt ist, in der Lage zu sprinten. Der Einsatz dieser Fähigkeit kostet Ausdauer (Erschöpfung) und ist auf diese Weise zeitlich begrenzt. Bewegt man sich mit normaler Geschwindigkeit, so stellt sich die Ausdauer wieder bis auf ihr durch die Gesundheit begrenztes Maximum her.
Weiterhin besteht in Urban Terror die Möglichkeit, sich an Vorsprüngen festzuhalten und hochzuziehen. Dies ist ebenfalls eine Bewegung, die in Quake nicht implementiert ist.
In Urban Terror können die Farben bzw. Skins der Teams per Client-seitiger Einstellung relativ oder absolut zum eigenen Team geändert werden.

## Spielmodi
Folgende Modi werden unterstützt:
- Free for All (FFA, DM)
- Team Deathmatch (TDM)
- Team Survivor (TS)
- Capture the Flag (CTF)
- Capture and Hold (CAH)
- Follow the Leader (FTL)
- Bomb-Mode (BM)
- Last Man Standing (LMS) (ab Version 4.2)
- Jump Mode (ab Version 4.2)
- Freeze Tag (ab Version 4.2.019)

## Anti-Cheating-Technologien
Ursprünglich nutzte Urban Terror die in Quake III Arena integrierte Anti-Cheating-Technik PunkBuster. Punkbuster unterstützt jedoch keine modifizierten Versionen der Quake III Arena-Engine; eine solche wird jedoch von der Stand-alone-Version von Urban Terror 4.0 benutzt. Eine kurze Kooperation mit Battleye endete am 4. August 2007. Das Entwicklerteam hat die Suche nach einer anderen Anti-Cheating-Technologie abgeschlossen und eine eigene entwickelt, welche ursprünglich in Urban Terror HD zum Vorschein kommen sollte, aber bereits in Version 4.2 zum Einsatz kam. Diese Technologie ist eng mit dem ebenfalls ab Version 4.2 implementierten Auth-System verknüpft.

## Lizenz
Urban Terror darf unmodifiziert und ausschließlich kostenlos über das Internet verteilt werden. Verwendet wird die Quake 3 SDK EULA, was bedeutet, dass der Quelltext des Spiels closed source ist und nur elektronisch über das Internet (nicht auf Datenträgern) verteilt werden darf. Alles was nicht zum Quelltext gehört, darf mit jedem Medium verbreitet werden. Es werden keine Spieledateien von Quake III Arena verwendet, jedoch die Quake-Engine, die als freie Software unter der GNU GPL steht. Die Datei ioUrbanTerror ist eine ausführbare Datei auf Basis der ioQuake3-Distribution, die separat mitgeliefert wird und deren Quelltext verfügbar ist.